# Bajep Mievtaluoppal
Bajep Mievtaluoppal, enligt tidigare ortografi Pajep Meutaluoppal, är en sjö i Jokkmokks kommun i Lappland som ingår i Luleälvens huvudavrinningsområde. Sjön har en area på 0,728 kvadratkilometer och ligger 459 meter över havet. Sjön avvattnas av vattendraget Sårgåjåhkå.

## Delavrinningsområde
Bajep Mievtaluoppal ingår i det delavrinningsområde (752522-155190) som SMHI kallar för Utloppet av Pajep Meutaluoppal. Medelhöjden är 490 meter över havet och ytan är 3,4 kvadratkilometer. Räknas de 20 avrinningsområdena uppströms in blir den ackumulerade arean 305,29 kvadratkilometer. Sårgåjåhkå som avvattnar avrinningsområdet har biflödesordning 2, vilket innebär att vattnet flödar genom totalt 2 vattendrag (Stora Luleälven, Luleälven) innan det når havet efter 376 kilometer. Avrinningsområdet består mestadels av skog (78 procent). Avrinningsområdet har 0,73 kvadratkilometer vattenytor vilket ger det en sjöprocent på 21,5 procent.